# ابراهیم رحیمیان (بازیکن فوتبال)
 ابراهیم رحیمیان از تهران بازیکن سابق فوتبال ایران است. وی سابقه بازی در تیم‌های سرعت و دارایی تهران را دارد.
وی سابقه ۴ بازی ملی در کارنامه دارد. وی عضو اولین تیم ملی فوتبال ایران در سال ۱۹۴۱ در مقابل تیم ملی فوتبال افغانستان بوده است.